# Жнець (фільм)
«Жнець» (англ. Reaper) — американський фільм жаху 2014 року режисера Філіпа Ши і сценаристів Джеймса Джарді та Марка Джеймса. Головні ролі виконували Денні Трехо, Шейла Біслі, Вінні Джонс, Джейк Бьюзі, Джеймс Джарді та Крістофер Джадж.

## Сюжет
Молода, приваблива та хитра автостопщиця (грає Біслі) приїжджає в таємниче місто, де перебуває на волі небезпечний убивця. Вона змушена об'єднатися з групою бродяг і злочинців (грають Трехо, Джонс, Бьюзі, Джарді) для того, щоб вижити і перемогти «Жнеця».

## Ролі
- Денні Трехо — Джек
- Вінні Джонс — Роб
- Джейк Бьюзі — Білл
- Шейла Біслі — Наталі (Сара, Шерілл)
- Джеймс Джарді — Бред
- Крістофер Джадж — офіцер Бенкс
- Джастін Генрі — Кейн

## Критика
Рейтинг на IMDb — 5,1/10.